# Signal Hill (Kapstadt)

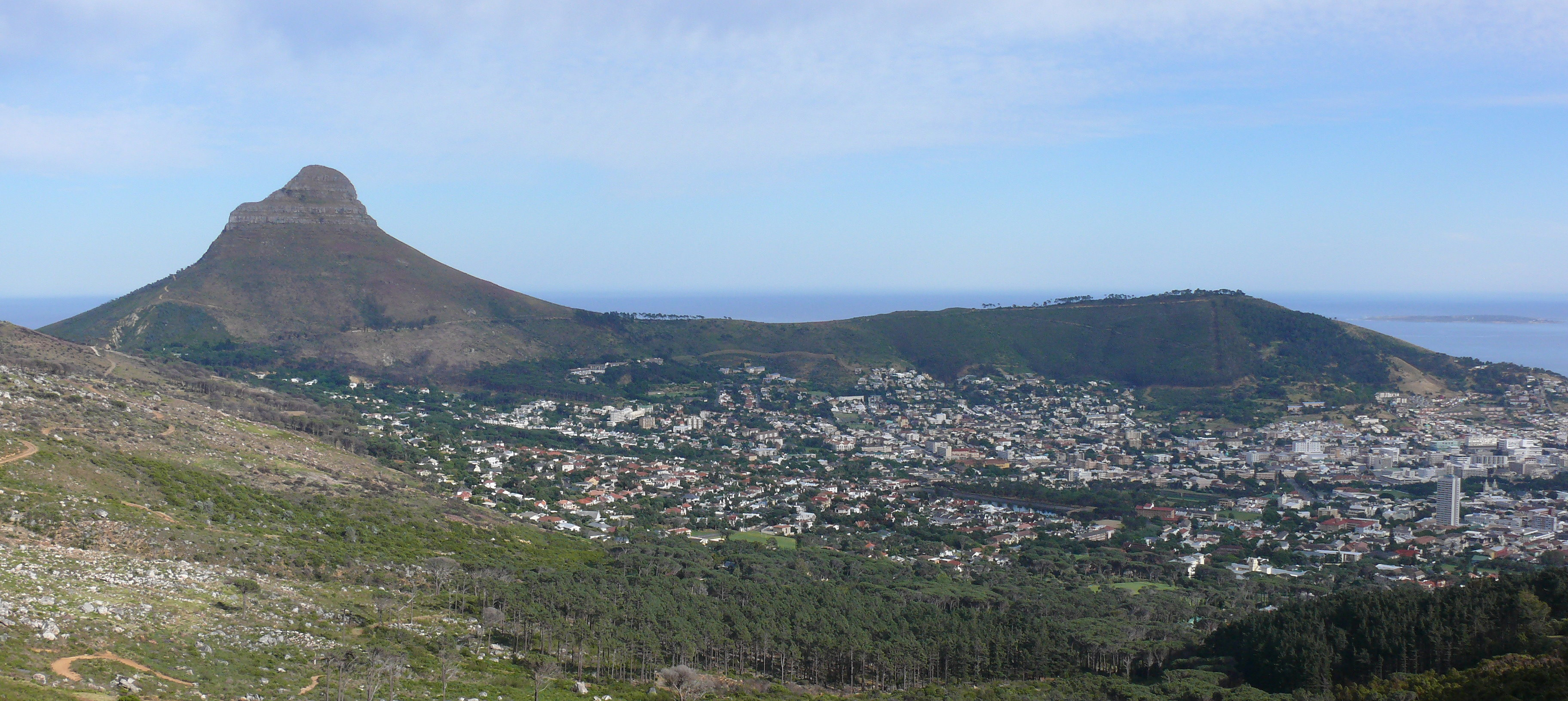
Signal Hill (rechts) und Lion´s Head (links)

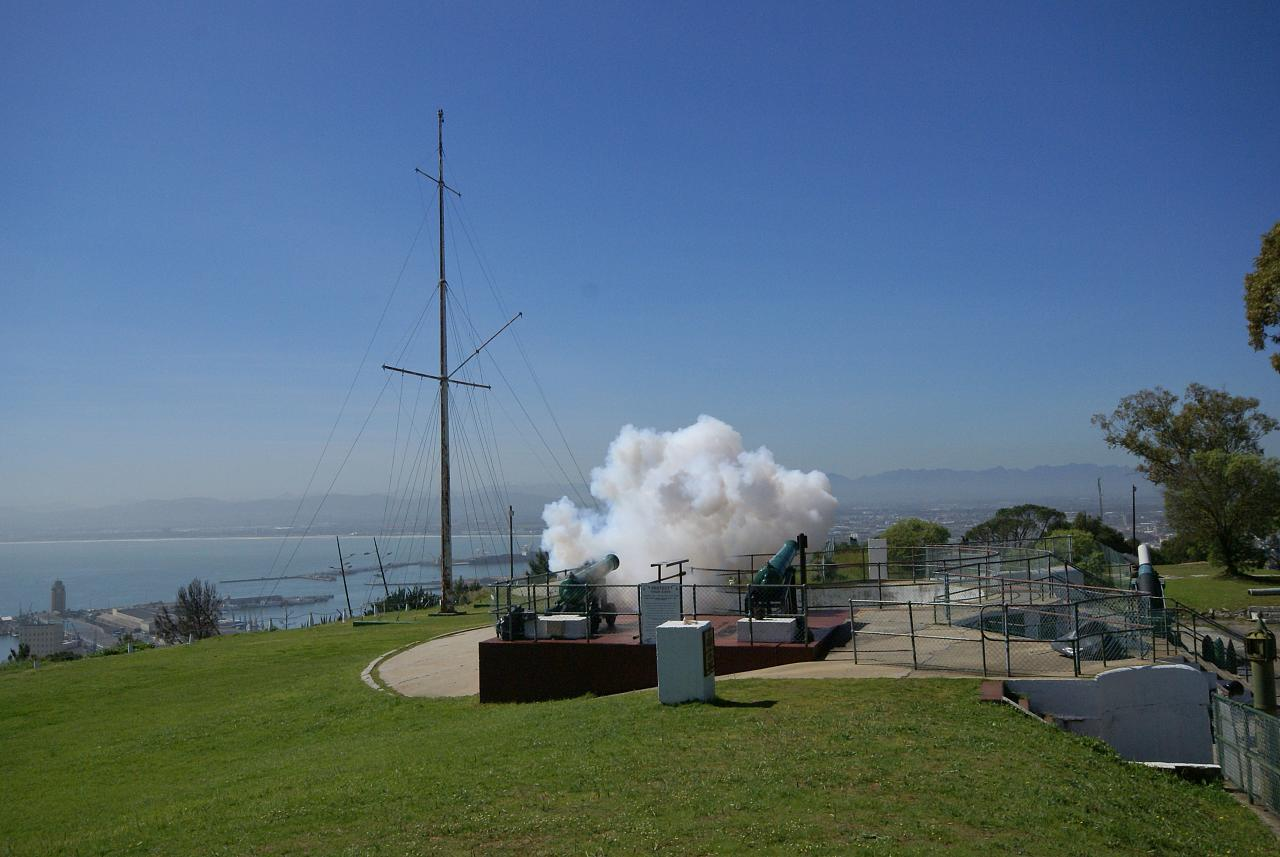
Noon Gun feuert zur Mittagszeit

Signal Hill (Afrikaans: Seinheuwel), auch „Körper des Löwen“ (Lion´s Rump) genannt, ist ein markanter Berg mit flachem Gipfel neben dem Tafelberg und Lion’s Head in Kapstadt, Südafrika. Er ist 350 m hoch und bietet Aussicht auf die Waterfront und die dahinter liegende Tafelbucht.

## Herkunft des Namens
Den Namen „Signal Hill“ verdankt der Berg einem Zeitsignal für Schiffe. Im Jahr 1836 wurde am Kapstädter Observatorium (South African Astronomical Observatory) auf einem Holzgerüst ein Zeitball installiert, nachdem man zuvor das Signal mit einem Pistolenschuss vom Dach des Gebäudes abgab. Der Zeitball war im Zuge des zunehmenden Dockausbaus im Hafen nicht für alle Schiffe sichtbar. Aus diesem Grund wurde 1883 ein zweiter Zeitball auf dem Signal Hill errichtet. Dieser gab sein Signal zur Mittagszeit (13 Uhr Kapstädter Zeit), wonach die Schiffschronometer verlässlich überprüft werden konnten. Zur besseren Sichtbarkeit des Signals errichtete man 1894 an der Victoria & Alfred Waterfront einen dritten Zeitballturm, der nun von hier das Zeitsignal an die Schiffe weitergab. Diese Praxis wurde bis 1934 beibehalten. Kanonensignale vom Signal Hill gab es in den Fällen, wenn ein Schiff vor dem Hafen in Schwierigkeiten gekommen war.

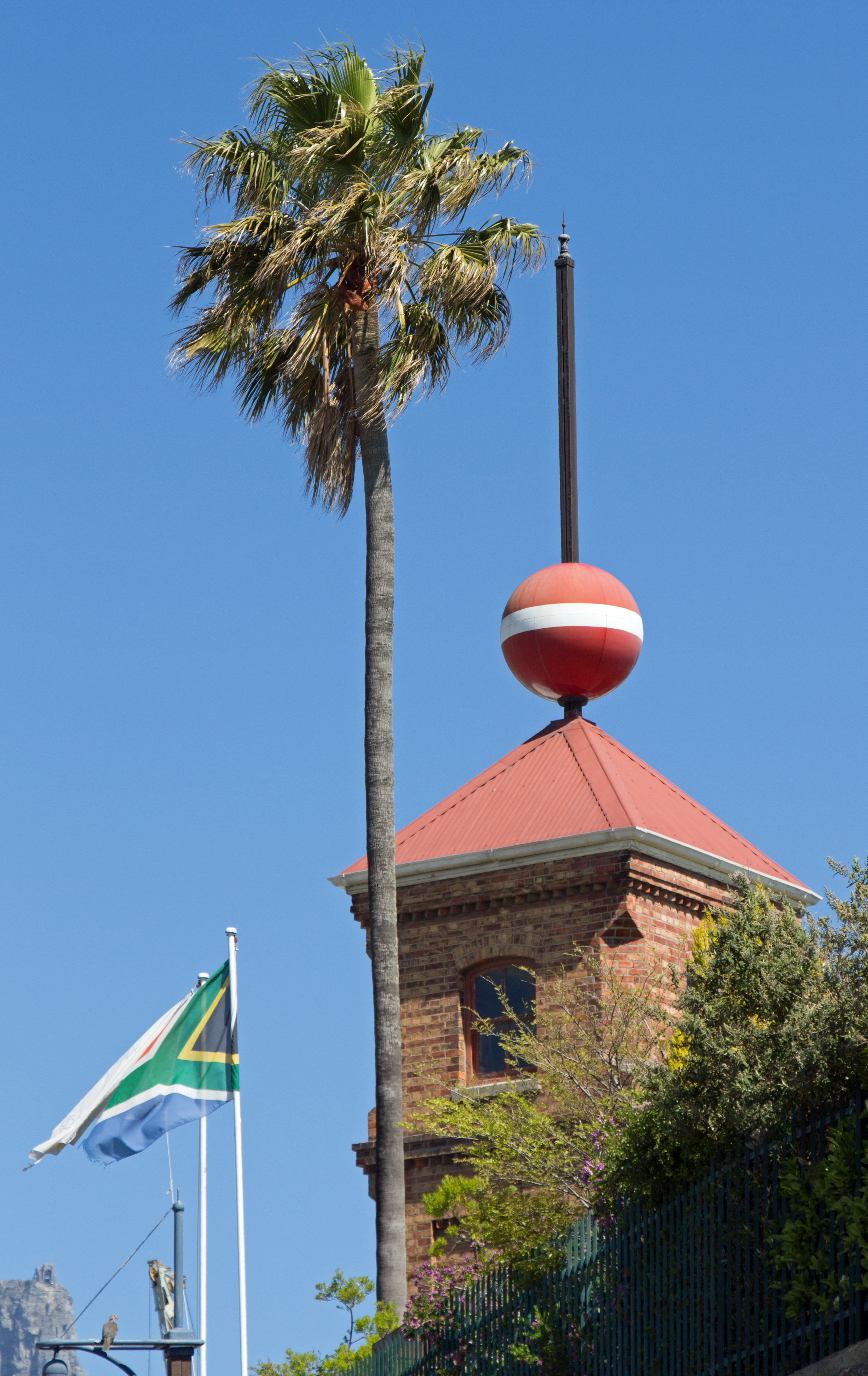
Zeitballturm an der V&A Waterfront

Die Briten führten Kanonen zur Signalgebung 1795 in der Kapregion ein, bekannt geworden dafür ist die Schlacht von Muizenberg. Kanonenschüsse zum Zwecke der Benachrichtigung der Einwohner Kapstadts über eintreffende Schiffe gab es in Kapstadt später. Ursprünglich waren es zwei Kanonen, die im Castle of Good Hope standen. Seit 1806 wurden hier durch die Briten mit abgefeuerten Kanonen auch Zeitsignale gegeben. Als man die Schüsse für das Stadtzentrum als zu laut empfand, wurden die Kanonensignale verlegt. Seit dem 4. August 1902 werden vom Signal Hill mit der Cape Town's Noon Gun diese Schüsse abgegeben. Noch heute werden sie zur Traditionspflege zwischen Montag und Samstag jeweils täglich um 12 Uhr abgefeuert.